# Benjamin Lauth
Benjamin Lauth (født 4. august 1981 i Hausham, Vesttyskland) er en tysk tidligere fodboldspiller (angriber). 
Lauth spillede fem kampe for Tysklands landshold, som han debuterede for i en venskabskamp mod Spanien 12. februar 2003. På klubplan tilbragte han størstedelen af sin karriere i hjemlandet, og var med til at vinde det tyske mesterskab med VfB Stuttgart i 2007.

## Titler
Bundesligaen
- 2007 med VfB Stuttgart

UEFA Intertoto Cup
- 2005 med Hamburger SV

Ungarsk Pokal
- 2015 med Ferencváros

Ungarsk Liga Cup
- 2015 med Ferencváros